# Andreas Baron von Mirbach
Andreas Baron von Mirbach

Link zum Bild

Andreas Ernst Baron von Mirbach (* 9. April 1931 in Riga; † 24. April 1975 in Stockholm) war ein deutscher Oberstleutnant des Heeres der Bundeswehr und Verteidigungsattaché an der Deutschen Botschaft Stockholm. Dort wurde er bei der Geiselnahme von Stockholm von Terroristen der Roten Armee Fraktion (RAF) ermordet.

## Leben
Andreas Baron von Mirbach war der zweite von drei Söhnen des deutschbaltischen Barons Ernst von Mirbach (1888–1968) und dessen Frau Erica, geb. von Gernet (1899–1992).
Von 1946 bis 1952 besuchte Mirbach das Carl-Hunnius-Internat in Wyk auf Föhr. Nach dem Schulabschluss begann Mirbach eine Ausbildung zum Geflügelzüchter in Nizza und Ludwigsburg, nach deren Abschluss er 1955 für ein Jahr an der Staatlichen Landwirtschaftsanstalt in Wiad (bei Stockholm) tätig war. In dieser Zeit lernte er Schwedisch. 
Im Jahr 1955 trat Mirbach als Offizieranwärter und einer der ersten Soldaten in die gerade neugegründete Bundeswehr ein. 1959 wurde er Kompaniechef einer Kompanie der Panzergrenadiertruppe. Von 1963 bis 1965 absolvierte er die Ausbildung zum Offizier im Generalstabsdienst an der Führungsakademie der Bundeswehr in Hamburg. Es folgten bis 1969 Verwendungen im Stäben bei der NATO und in einer Panzerbrigade und danach eine Tätigkeit als Lehr-Stabsoffizier an der Führungsakademie. Im Januar 1973 begann Mirbach die Ausbildung zum Militärattaché und im Sommer 1973 erfolgte die Versetzung als Verteidigungsattaché zur Deutschen Botschaft Stockholm.
Im Juli 1958 heiratete von Mirbach Christa von Roth. Der Ehe entstammen die Zwillinge Clais Oluv und Inga Verena.
Als Militärattaché wurde Mirbach bei der Geiselnahme von Stockholm im April 1975 in der Deutschen Botschaft von Terroristen der RAF ermordet. Nachdem die schwedische Polizei das Untergeschoss der Botschaft besetzt hatte, beauftragten die Geiselnehmer Mirbach mit Verhandlungen. Die Verhandlungen dauerten circa eine Stunde. Eine Forderung der Geiselnehmer war, dass Mirbach die Polizisten zum Abzug aus dem von ihnen besetzten Erdgeschoss des Botschaftsgebäudes bewegen sollte, andernfalls werde er erschossen. Als die Polizei der Forderung zum Abzug nach mehrfacher Verlängerung des Ultimatums nicht nachkam, wurde Mirbach durch einen der Geiselattentäter aus unmittelbarer Nähe von hinten mit fünf Schüssen in Kopf, Rücken, Becken und Beine niedergeschossen und mit dem Kopf voran die Treppe heruntergeworfen. Erst eine Stunde später durften zwei bis auf die Unterhosen entkleidete schwedische Polizisten Mirbach bergen, der zwei Stunden später, nach einer Operation in der Universitätsklinik von Stockholm, starb. Nach den Schüssen zog sich die Polizei in ein Nebengebäude zurück. Wer von der RAF die Schüsse abgegeben hatte, ist ungeklärt, da es keine neutralen Zeugen gab und die RAF-Terroristen bisher schwiegen.
Das Auswärtige Amt in Berlin erinnert durch eine Gedenkwand im Haus am Werderschen Markt an jene Angehörigen des Auswärtigen Dienstes, die in Ausübung ihres Dienstes ums Leben kamen; somit auch an von Mirbach.

## Familie
- Seit 1958 Ehefrau Christa geb. von Roth (* 1933)
- Kinder: die Zwillinge Clais und Verena (* 1963)

## Trivia
Aus der Adelsfamilie von Mirbach stammte auch Wilhelm von Mirbach-Harff. Dieser war Gesandter des Deutschen Reiches in Sowjetrussland und wurde im Juli 1918 durch Linke Sozialrevolutionäre ermordet.